# Ubocze (gmina)

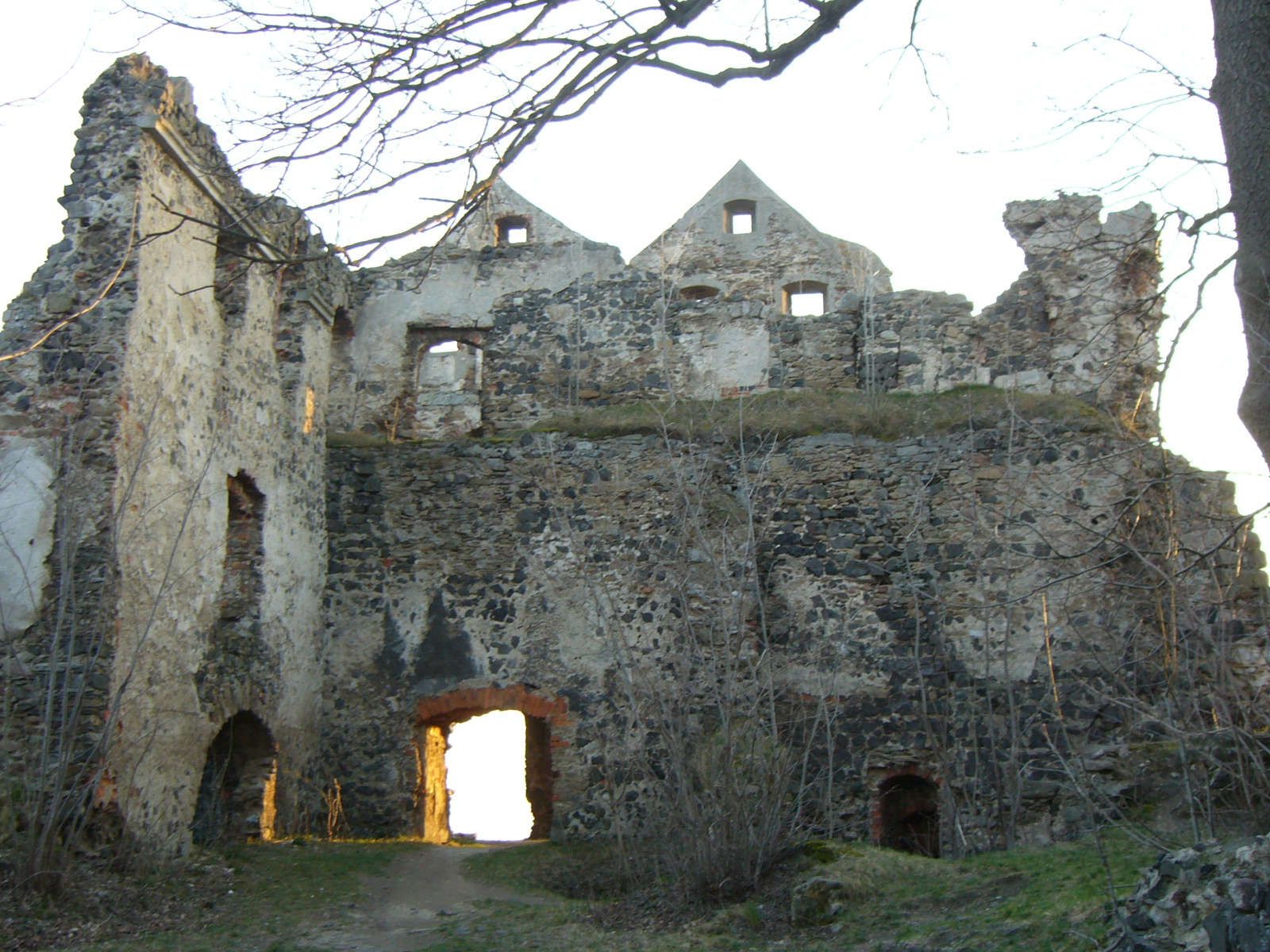
Ruiny zamku w Proszówce

Ubocze – dawna gmina wiejska istniejąca w latach 1945–1954 w woj. wrocławskim (dzisiejsze woj. dolnośląskie). Nazwa gminy pochodzi od wsi Ubocze, lecz siedzibą władz gminy było miasto Gryfów Śląski (odrębna gmina miejska).
Gmina Ubocze powstała po II wojnie światowej na terenie tzw. Ziem Odzyskanych (tzw. II okręg administracyjny – Dolny Śląsk). 28 czerwca 1946 gmina – jako jednostka administracyjna powiatu lwóweckiego – weszła w skład nowo utworzonego woj. wrocławskiego.
Według stanu z 1 lipca 1952 gmina składała się z 7 gromad: Brzeziniec, Krzewie Wielkie, Młyńsko, Proszówka, Radoniów, Ubocze Dolne i Ubocze Górne. Gmina została zniesiona 29 września 1954 wraz z reformą wprowadzającą gromady w miejsce gmin. Jednostki nie przywrócono 1 stycznia 1973 wraz z kolejną reformą reaktywującą gminy.